# Armintie Price
Armintie Ada Price, coniugata Herrington (Milwaukee, 3 aprile 1985), è un'ex cestista e allenatrice di pallacanestro statunitense, professionista nella WNBA.

## Carriera
È stata selezionata dalle Chicago Sky al primo giro del Draft WNBA 2007 (3ª scelta assoluta).

## Palmarès
- WNBA Rookie of the Year (2007)
- WNBA All-Defensive First Team (2013)
- 2 volte WNBA All-Defensive Second Team (2011, 2012)
- WNBA All-Rookie First Team (2007)